# سيفيديروكول
سيفيديروكول، الذي يُباع تحت الاسم التجاري فيتروجا من بين أسماء أخرى، هو مضاد حيوي يستخدم لعلاج التهابات المسالك البولية المعقدة و الالتهاب الرئوي المكتسب من المستشفى.  يستخدم عندما لا تنجح العلاجات الأخرى، بما في ذلك علاج الزائفة الزنجارية.   و يعطى عن طريق الحقن في الوريد. 
تشمل الآثار الجانبية الشائعة له: الإسهال و الألم في موقع الحقن و الإمساك و الطفح الجلدي و داء المبيضات و مشاكل الكبد و انخفاض البوتاسيوم.  قد تشمل الآثار الجانبية الأخرى أيضا: الحساسية المفرطة و العدوى المطثية العسيرة ، والنوبات .  السلامة أثناء الحمل غير واضحة.  وهو ينتمي إلى عائلة أدوية السيفالوسبورين. 
ووفق على Cefiderocol للاستخدام الطبي في الولايات المتحدة في عام 2019 و أوروبا في عام 2020.   وهو مدرج في قائمة منظمة الصحة العالمية للأدوية الأساسية .  وفي المملكة المتحدة تبلغ تكلفة خمس جرعات حوالي 1300 جنيه إسترليني.  و تكلف هذه الجرعة في الولايات المتحدة حوالي 2000 دولار أمريكي. 